# Episodi de La nostra amica Robbie (quinta stagione)
Gli episodi della quinta stagione di La nostra amica Robbie sono andati in onda dal 12 novembre del 2005 al 28 gennaio del 2006. In Italia sono stati trasmessi dal 15 luglio 2011.
| n° | Titolo originale     | Titolo italiano      | Prima TV Germania | Prima TV Italia |
| -- | -------------------- | -------------------- | ----------------- | --------------- |
| 1  | Stimme des Herzens   | La voce del cuore    | 12 novembre 2005  | 15 luglio 2011  |
| 2  | Gewitter             | Tempesta             | 19 novembre 2005  |                 |
| 3  | Robbie sieht doppelt | Di nuovo insieme     | 26 novembre 2005  |                 |
| 4  | Seenot               | Emergenza in mare    | 3 dicembre 2005   |                 |
| 5  | Hoffnungslächeln     | Sorrisi di speranza  | 10 dicembre 2005  |                 |
| 6  | Robbie als Amor      | Cupido di mare       | 17 dicembre 2005  |                 |
| 7  | Pferdiebe            | Ladri di cavalli     | 7 gennaio 2006    |                 |
| 8  | Herzklopfen          | Batticuore           | 14 gennaio 2006   |                 |
| 9  | Robbie startet durch | Colpo di fulmine     | 21 gennaio 2006   |                 |
| 10 | Flammen der Liebe    | Le fiamme dell'amore | 28 gennaio 2006   |                 |